# Gospođinci
Gospođinci (serbocroata cirílico: Госпођинци; húngaro: Boldogasszonyfalva; alemán: Frauendorf) es un pueblo de Serbia perteneciente al municipio de Žabalj en el distrito de Bačka del Sur de la provincia autónoma de Voivodina.
En 2011 tenía 3715 habitantes. Más de cuatro quintas partes de los habitantes son étnicamente serbios, quienes conviven con pequeñas minorías de rusinos, gitanos y magiares.
Se conoce la existencia del pueblo desde 1341, cuando aparece en documentos del reino de Hungría. En el siglo XV, Alberto II entregó el pueblo al noble serbio Đurađ Branković. El asentamiento medieval se despobló durante la ocupación otomana y el Imperio Habsburgo lo repobló en el siglo XVIII, principalmente con serbios procedentes de Dalmacia y Bosnia, acompañados por pequeñas minorías de alemanes y magiares.
Se ubica junto a la orilla meridional del río Jegrička, a medio camino entre Žabalj y Temerin sobre la carretera 112.